# Ehemaliges Welterbe
Diese Seite listet Welterbestätten oder Teile von solchen auf, die von der Welterbeliste gestrichen wurden. In der Regel waren diese Welterbestätten zuvor einige Zeit auf der Liste des gefährdeten Welterbes eingetragen.

## Ganze Welterbestätten
Folgende Stätten standen in der Vergangenheit auf der Welterbeliste, wurden aber gestrichen, da die Kriterien ihrer Einschreibung nicht mehr galten oder der Vertragsstaat seinen Pflichten zum Schutz der Stätten nicht nachgekommen ist.
| Bezeichnung                          | Staat                  | Typ | Ref.-Nr. | Welterbe von/bis | gefährdet von–bis | Gründe |  |
| ------------------------------------ | ---------------------- | --- | -------- | ---------------- | ----------------- | --- |  |
| Wildschutzgebiet der Arabischen Oryx | Oman                   | N   | 654      | 1994–2007        | –                 | Der Staat hatte die Größe des Schutzgebietes einseitig um 90 % verkleinert, Wilderei und Vernichtung von Lebensraum hatte den Bestand der Tiere beträchtlich reduziert. |  |
| Kulturlandschaft Dresdner Elbtal     | Deutschland            | K   | 1156     | 2004–2009        | 2006–2009         | Das Welterbekomitee hielt die Kriterien für die ursprüngliche Einschreibung durch den Bau der Waldschlößchenbrücke nicht mehr im gesamten ausgezeichneten Gebiet für erfüllt. |  |
| Historische Hafenstadt von Liverpool | Vereinigtes Königreich | K   | 1150     | 2004–2021        | 2012–2021         | Das geplante Neubauprojekt „Liverpool Waters“, die Entwicklung am Bramley-Moore Dock mit dem geplanten Bau des „Bramley-Moore Dock Stadium“ und die langjährige Entwicklung der Uferpromenade führten zu einem „irreversiblen Verlust“ der Attribute, die ursprünglich zur Einschreibung führten. |  |

## Teile serieller Welterbestätten
Folgende Stätten waren in der Vergangenheit Bestandteil einer seriellen Welterbestätte, wurden aber gestrichen, da die Kriterien ihrer Einschreibung nicht mehr galten oder der Vertragsstaat seinen Pflichten zum Schutz der Stätten nicht nachgekommen ist.
| Bezeichnung        | Staat    | Typ | Ref.-Nr. | Welterbe von/bis | gefährdet von–bis | Gründe |  |
| ------------------ | -------- | --- | -------- | ---------------- | ----------------- | --- |  |
| Bagrati-Kathedrale | Georgien | K   | 710      | 1994–2017        | 2010–2017         | Weil die Kathedrale entgegen der Empfehlung des ICOMOS rekonstruiert wurde, wurde sie 2017 aus der seriellen Welterbestätte Bagrati-Kathedrale und Kloster Gelati gestrichen, das Kloster Gelati blieb auf der Welterbeliste. |  |